# خوان صموئيل
خوان صموئيل (بالإسبانية: Juan Samuel)‏ (و. 1960  م) هو لاعب كرة قاعدة، ومدرب كرة القاعدة ‏، من جمهورية الدومينيكان، ولد في سان بيدرو دي ماكوريس، يلعب كقاعدي ثاني ‏.

## روابط خارجية
- خوان صموئيل على موقع دوري كرة القاعدة الرئيسي (الإنجليزية)
- خوان صموئيل على موقعبيزبول رفرنس.كوم (الدوري الرئيسي) (الإنجليزية)
- خوان صموئيل على موقعبيزبول رفرنس.كوم (الدوري الثانوي) (الإنجليزية)
- خوان صموئيل على موقع إي إس بي إن.كوم (أم.أل.بي) (الإنجليزية)
- خوان صموئيل على موقع مشجعي الرسوم البيانية (الإنجليزية)